# Заблудившееся орудие
«Заблудившееся орудие» (чеш. Zatoulané dělo) — чехословацкая комедия 1958 года режиссёра Йозефа Маха.

## Сюжет
С артиллерийским орудием на прицепе армейского грузовика «Татра-111» поручик Карел Горак со своим расчётом после учений возвращаются в Прагу. Молодому поручику хочется приехать в город к отбытию поезда, на котором уезжает его знакомая Ханна. Но Карелу поручено взять с собой до города танцовщицу Олину, выступавшую с ансамблем перед солдатами, повредившую ногу, и возвращающуюся в Прагу. Из-за темноты ночи и тумана машина едет медленно, и Карел боится опоздать. На лесной дороге их останавливает егерь, который просит съездить в соседнюю деревню за врачом для его маленького сына у которого сильные боли в животе. Карел сначала отказывает в просьбе из-за нехватки времени. Однако, под упрекающим взглядом Олины и сослуживцев у него просыпается совесть. Карел и его расчёт привозят доктора, который говорит, что у ребёнка острый аппендицит и его необходимо доставить в больницу — чтобы спасти мальчика маршрут грузовика с орудием снова меняется. На пути им предстоит пережить рад приключений, а срезая дорогу через лес проехать через полуразрушенный деревянный мост, и только мастерство водителя и дружная работа расчёта позволяют пройти это препятствие и успешно доставить ребёнка в больницу. Приближается утро, и водитель гонит грузовик к Праге, чтобы прибыть вовремя. Однако Карл больше не торопится на встречу — пережитое за эту ночь многому научило и сплотило расчёт орудия, а между Карлом и Олиной симпатия переросла в более глубокое чувство.

## В ролях
- Мирослав Зоунар — поручик Карел Горак
- Милена Дворска — Олина
- Мартин Тяпак — водитель капрал Малек Матко
- Валентина Тиелова — Ханча
- Ярослав Мареш — младший капрал Вочко
- Антонин Шура — сержант Станда
- Ян Седлиский — младший капрал Арношт Кубица
- Франтишек Вицена — капрал Ферда
- Густав Незвал — полковник Ханслик
- Богумил Шварц — поручик Вашек
- Ян Скопечек — трактирщик
- Олдржих Выкипел — егерь
- Ярмила Смейкалова — доктор
- Петр Мах — больной мальчик

## Критика
В рецензиях критики упрекали авторов в наивности сценария и искусственности маловероятных препятствий, прием зрителями был более тёплым, фильм с успехом шёл в кинотеатрах, но затем эта незатейливая комедия не стала в число фильмов, которые телевидение неоднократно бы показывало в эфире, и фильм оказался забытым и считается «проходным» в творчестве режиссёра.